# Platzak (lied)
Platzak is een lied van de Nederlandse rapper en producer Esko in samenwerking met de Nederlandse rappers Bigidagoe, Jack en Vic9. Het werd in 2021 als single uitgebracht en stond in hetzelfde jaar als zesde track op het album Feniks van Esko.

## Achtergrond
Platzak is geschreven door Danzel Joel Silos, Dylan Klomp, Quivaughn Joël Jordan, Stacey Walroud en Thijs van Egmond en geproduceerd door Thez. Het is een nummer dat past in de genres nederhop en trap. In het lied rappen de artiesten over de financiële moeilijkheden die zijn in hun verleden hebben gehad en de rijkdommen en successen die ze nu hebben. Het was de eerste keer dat de vier artiesten tegelijkertijd op een track te horen zijn. Esko en Jack herhaalden de samenwerking op 10 racks.

## Hitnoteringen
De artiesten hadden bescheiden succes met het lied in Nederland. Het kwam tot de 35e plaats van de Single Top 100 in de vier weken dat het in deze hitlijst te vinden was. De Top 40 en haar Tipparade werden niet bereikt.